# Chuột chù Đông Dương
Chuột chù Đông Dương, tên khoa học Crocidura indochinensis, là một loài động vật có vú trong họ Chuột chù, bộ Soricomorpha. Loài này được Robinson & Kloss mô tả năm 1922. Chúng được tìm thấy ở Lào, Miến Điện, Thái Lan, Trung Quốc và Việt Nam.